# Wohn- und Geschäftshaus Hoflößnitzstraße 2 (Radebeul)
Das Wohn- und Geschäftshaus Hoflößnitzstraße 2 steht im Stadtteil Serkowitz der sächsischen Stadt Radebeul, direkt an der Ecke zur Meißner Straße. Es wurde 1889 durch die ortsansässigen Lößnitz-Baumeister Gebrüder Ziller errichtet.

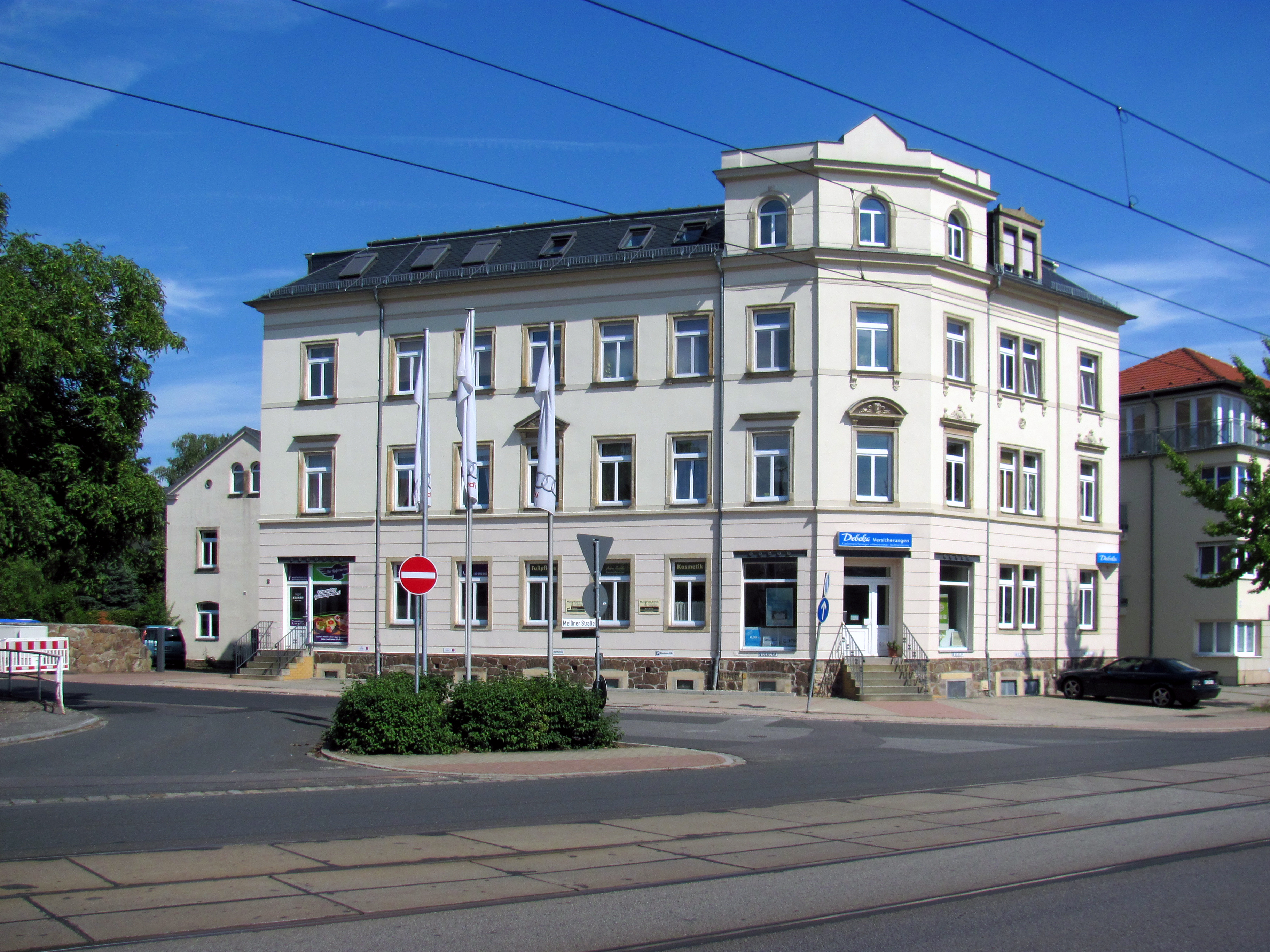
Wohn- und Geschäftshaus Hoflößnitzstraße 2; links das Nebengebäude

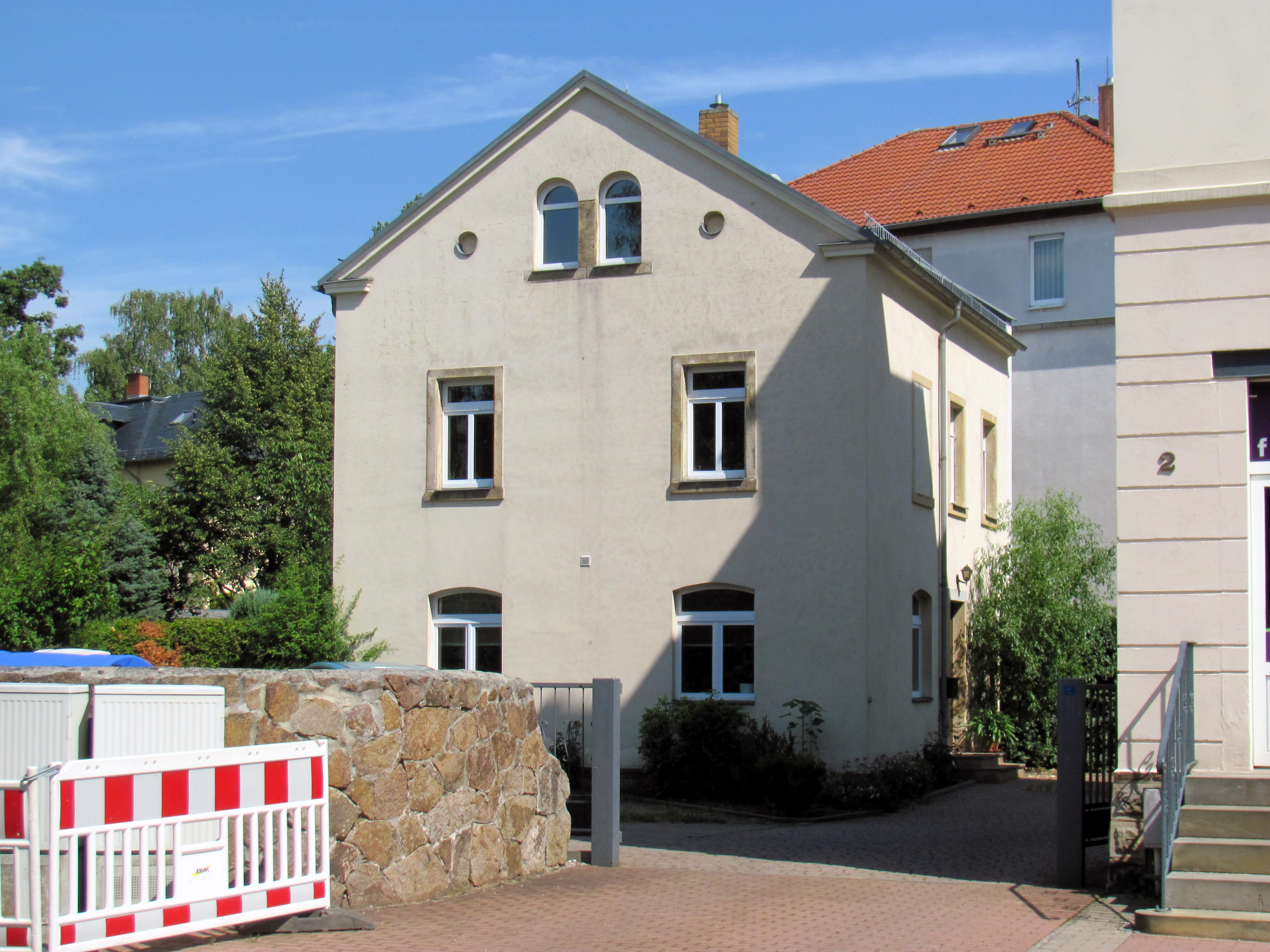
Wohn- und Geschäftshaus Hoflößnitzstraße 2, Nebengebäude

## Beschreibung
Das mit Laden unter Denkmalschutz stehende Wohn- und Geschäftsgebäude in offener Bebauung steht auf einem Eckgrundstück zur Meißner Straße. Direkt an der Straßenecke wird das ansonsten dreigeschossige „Mietshaus mit Laden“ durch einen viergeschossigen und dreiachsigen Risaliten mit verbrochener Ecke betont, in dessen Mitte sich auf einer kurzen Freitreppe die Eingangstür zum sich dort befindlichen Laden öffnet. Das Fenster im ersten Stock wird durch eine Giebelverdachung verziert. Der Risalit wird nach oben hin durch eine Attika abgeschlossen. Das Dach ist ein teilweise ausgebautes Plattformdach.
Der kurze Seitenflügel zur Meißner Straße besteht aus zwei Fensterachsen, deren rechte in einem sehr flach ausgebildeten Seitenrisalit liegt, während das Zwischenstück von einer Achse Doppelfenster gebildet wird, oberhalb derer sich im Dach ein kleines Dachhaus befindet.
Der längere Seitenflügel in der nach Norden verlaufenden Hoflößnitzstraße wird ebenfalls durch einen sehr flachen, einachsigen Seitenrisalit begrenzt. In dem dadurch gebildeten Zwischenstück befinden sich fünf Fensterachsen, deren Mitte im ersten Stock durch eine Giebelverdachung betont wird.
Der Putzbau erhebt sich auf einem Bruchsteinsockel. Das Gebäude wird sparsam durch Gesimse und wenig Stuckornamentik verziert, hinzu kommen Sandsteingewände um die Fenster.

## Geschichte
Der Baumeister Moritz Ziller aus Serkowitz beantragte im Januar 1889 den Bau eines Wohngebäudes sowie eines Holz- und Kohleschuppens. Die dafür notwendige Baugenehmigung erging am 3. März 1889.
Das in der Radebeuler Denkmalliste von 2008 („Mietshaus mit Laden und Nebengebäude, in Ecklage“) erwähnte Nebengebäude wurde in der Denkmaltopographie nicht beschrieben und ist auch kein Bestandteil des Denkmaldokuments des sächsischen Denkmalamts.